# Шлёнски, Вердина
Вердина Шлёнски (22 января 1905, Кременчуг, Полтавская губерния — 20 февраля 1990, Тель-Авив) — израильский композитор, пианистка, музыкальный педагог; первая женщина-композитор Израиля. Младшая сестра поэта Аврама Шлёнского.

## Биография
Вердина Шлёнски родилась в хасидской еврейской семье в Российской империи в городе Кременчуг в 1905 году. Она была самой младшей из шести детей. В 1923 году семья Шлёнских репатриировалась с Украины в Палестину, однако Вердина осталась в Вене для получения музыкального образования. Оттуда она переехала в Берлин, где училась фортепиано в у Эгона Петри и Артура Шнабеля и композиции в Париже, у Нади Буланже, Эдгара Вареза, Макса Дейча.
В 1925 году она и её сестра, успешная оперная певица Джудит Шлёнски, вернувшаяся в Европу, вышли замуж за двух братьев: Зигмунда и Александра Стерника. Обе пары вскоре развелись.
В 1929 году она уехала в Палестину, где преподавала в Тель-Авивской академии музыки, затем вернулась в Париж, в годы Второй мировой войны жила в Лондоне, а в 1944 году окончательно поселилась в Тель-Авиве. Среди её сочинений следует отметить «Еврейскую поэму» (1931) и струнный квартет, удостоенный одной из премий на Конкурсе имени Бартока в Будапеште (1949). Более активное включение Шлёнски в международную музыкальную жизнь связано с её участием в летнем фестивале новой музыки в Дармштадте (1964). Шлёнски также много выступала в израильских газетах как музыкальный критик; утверждается, что она писала статьи по-русски, а её брат Авраам Шлёнский переводил их на иврит.